# Jeans

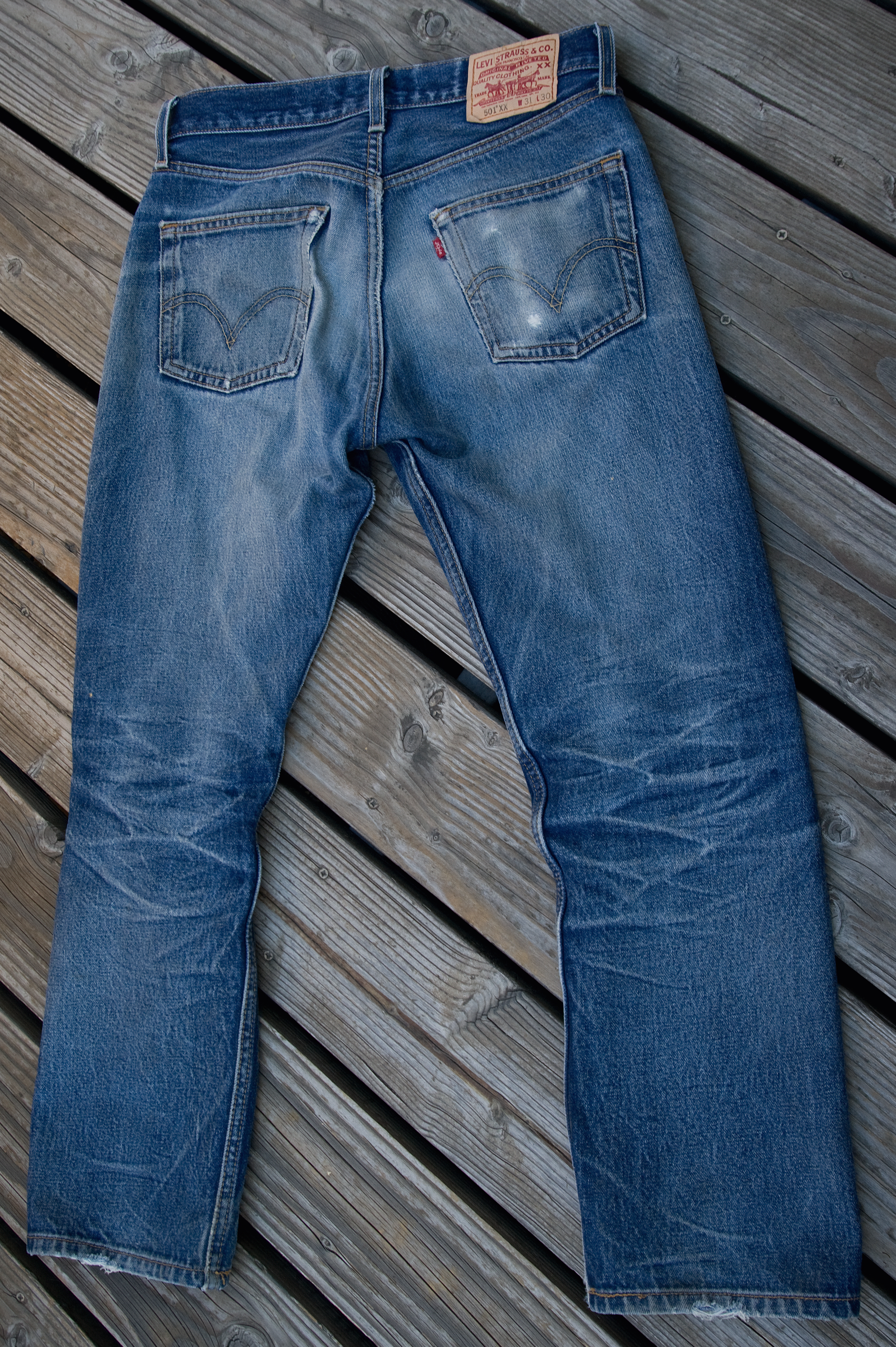
Un paio di jeans Levi's

Il termine jeans, o blue jeans, (pronuncia italiana: blu gins) si ritiene derivi direttamente dalle parole in lingua francese "bleu de Gênes" ovvero "blu di Genova" in italiano. Designa propriamente i pantaloni con i caratteristici rivetti di rame o di metallo, con il bottone centrale di metallo, taglio a 5 tasche, di cui le posteriori cucite sopra la stoffa del corpo dei pantaloni, con l'etichetta (detta "salpa") inserita nella parte posteriore in alto a destra.
Il tessuto jeans è originario della Repubblica di Genova. Fu reinventato nel 1871 come lo conosciamo oggi dal sarto Jacob Davis per essere brevettato con Levi Strauss il 20 maggio 1873. Le marche storiche e con le maggiori vendite sono "Levi's" dell'azienda Levi Strauss & Co., Lee e Wrangler entrambi della Vf Corporation.

## Etimologia del termine
Il termine jean corrisponderebbe a una storpiatura derivata dall'antico termine Jeane o Jannes utilizzato per nominare la città di Genova e dalla conseguente pronuncia inglesizzata del più recente termine francese Gênes; la forma plurale jeans viene standardizzata nel XX secolo entrando nel linguaggio comune.

## Storia
Un tempo, in tutto il mondo antico, si usava dare ai tessuti il nome del luogo di produzione, e Jeane era il nome scritto su molti carichi di fustagno che, a partire dal Cinquecento, arrivavano a Londra dalla Repubblica Marinara di Genova, allora al suo apogeo, diventando così il nome di questa tela, molto apprezzata sul mercato inglese per la sua robustezza e il suo costo. Era anche abbondantemente utilizzata a partire dal XVI secolo dalla marina genovese per equipaggiare le navi a vela e per vestire i marinai.
Molte stoffe genovesi acquisite da Enrico VIII furono classificate dopo la sua morte come Jeane, con un riferimento preciso al luogo d'origine e di fabbricazione; si trattava soprattutto di vari tipi di velluto, ma anche di altri tipi di tessuto. Nell'ambiente del commercio e degli affari, l'espressione merchant of Jeane (mercante di Genova) appare in diversi documenti come una copia del contratto del 15 giugno 1580 con il quale il conte di Oxford acquistò il Great Garden da Benedetto Spinola, merchant of Jeane.
Più raramente è stato utilizzato come supporto per opere pittoriche.

## Caratteristiche
Il fatto che il taglio tipico del jeans a 5 tasche sia stato realizzato largamente ed abbia avuto successo con il tessuto denim, ha portato alla confusione dei concetti: il termine denim indica infatti il tessuto e non il taglio.
Il denim ha un'armatura di saia da tre, è realizzato in filato di cotone, la trama è di colore bianco o écru e l'ordito di colore blu. Prima dell'introduzione dei coloranti chimici, il colore blu veniva ricavato dalla pianta isathis tinctoria (conosciuta volgarmente con il nome di "guado") o dalla pianta indigofera tinctoria, l'indaco. Esso, tecnicamente, è molto simile al fustagno, di cui è probabilmente una derivazione.

## Impatto ambientale e umanitario
Un tipico paio di blue jeans utilizza 3.479 litri (919 galloni statunitensi) di acqua durante il suo ciclo di vita. Ciò include l'acqua per irrigare il raccolto di cotone, fabbricare i jeans e i numerosi lavaggi da parte del consumatore.
La produzione di jeans con un "aspetto usato" può essere più dannosa per l'ambiente rispetto ai normali jeans, a seconda di come vengono lavorati i composti di scarto. La sabbiatura e il trattamento con carta vetrata rischiano di causare silicosi ai lavoratori e in Turchia più di 5.000 lavoratori tessili sono stati colpiti da questa malattia e si sa che 46 persone sono morte. Alcune aziende hanno annunciato che stanno vietando l'uso della sabbiatura.

## Galleria d'immagini

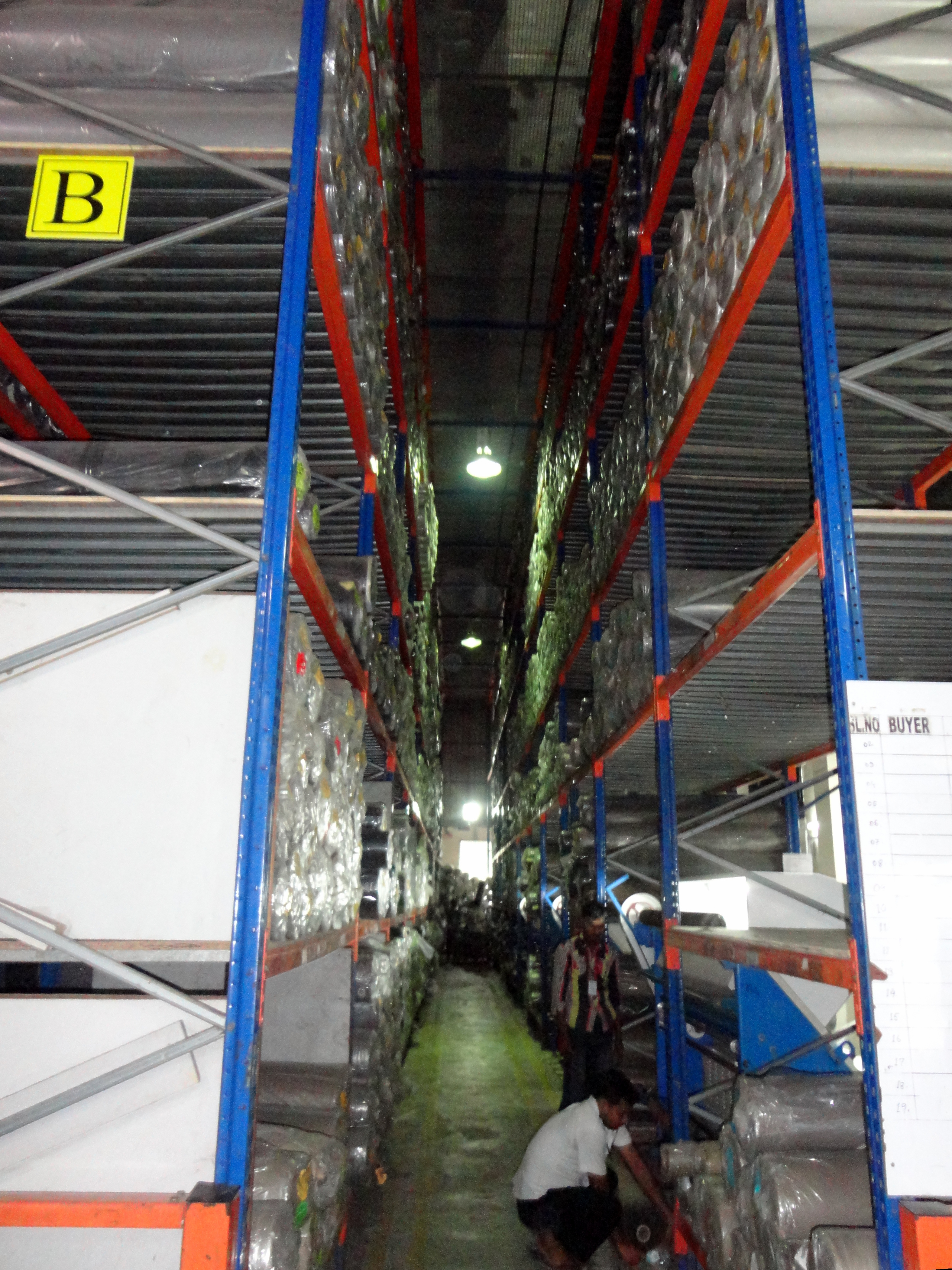
Come viene immagazzinato il tessuto denim in fabbrica.
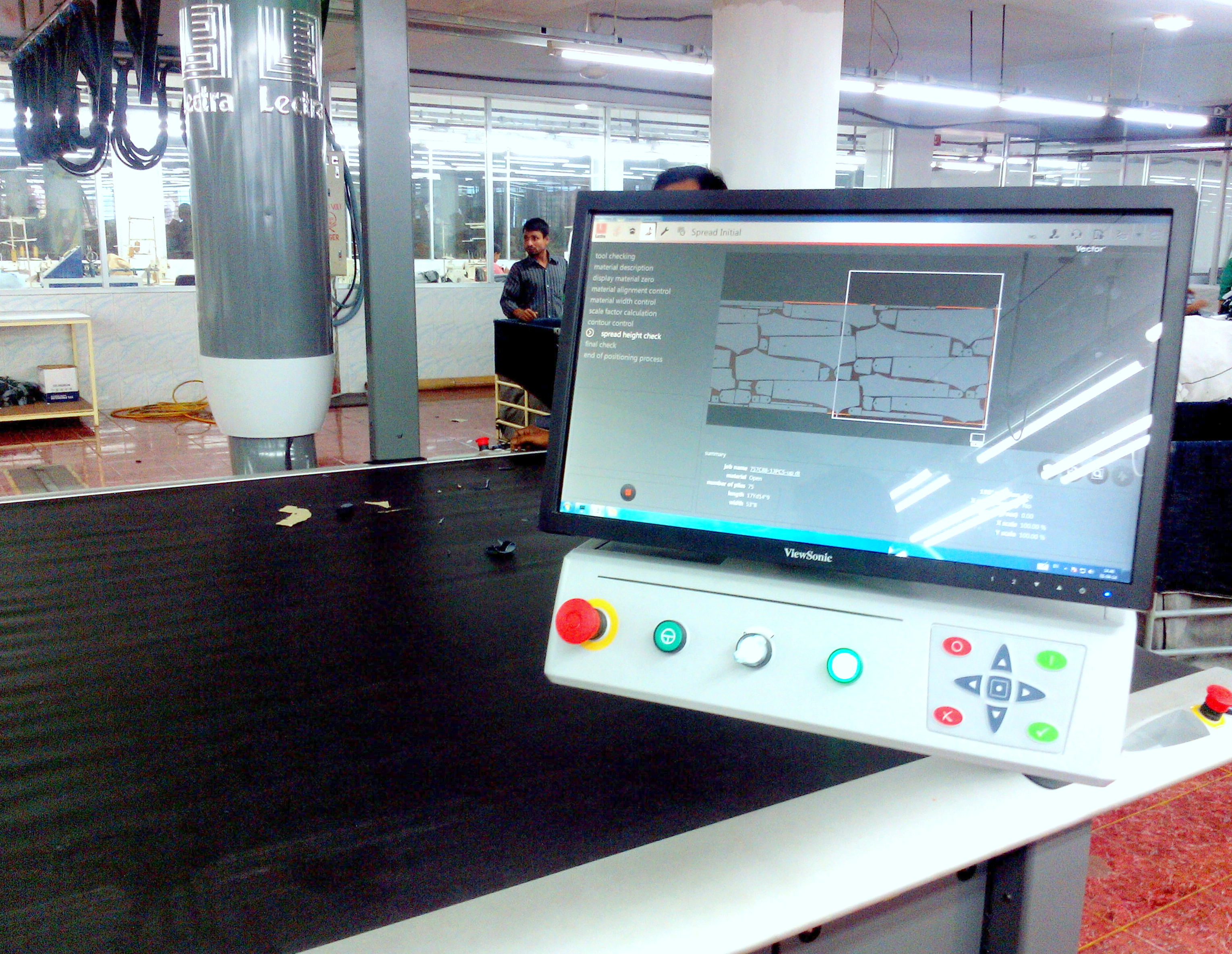
Le macchine da taglio automatiche vengono utilizzate nello stabilimento RMG per tagliare i pezzi.
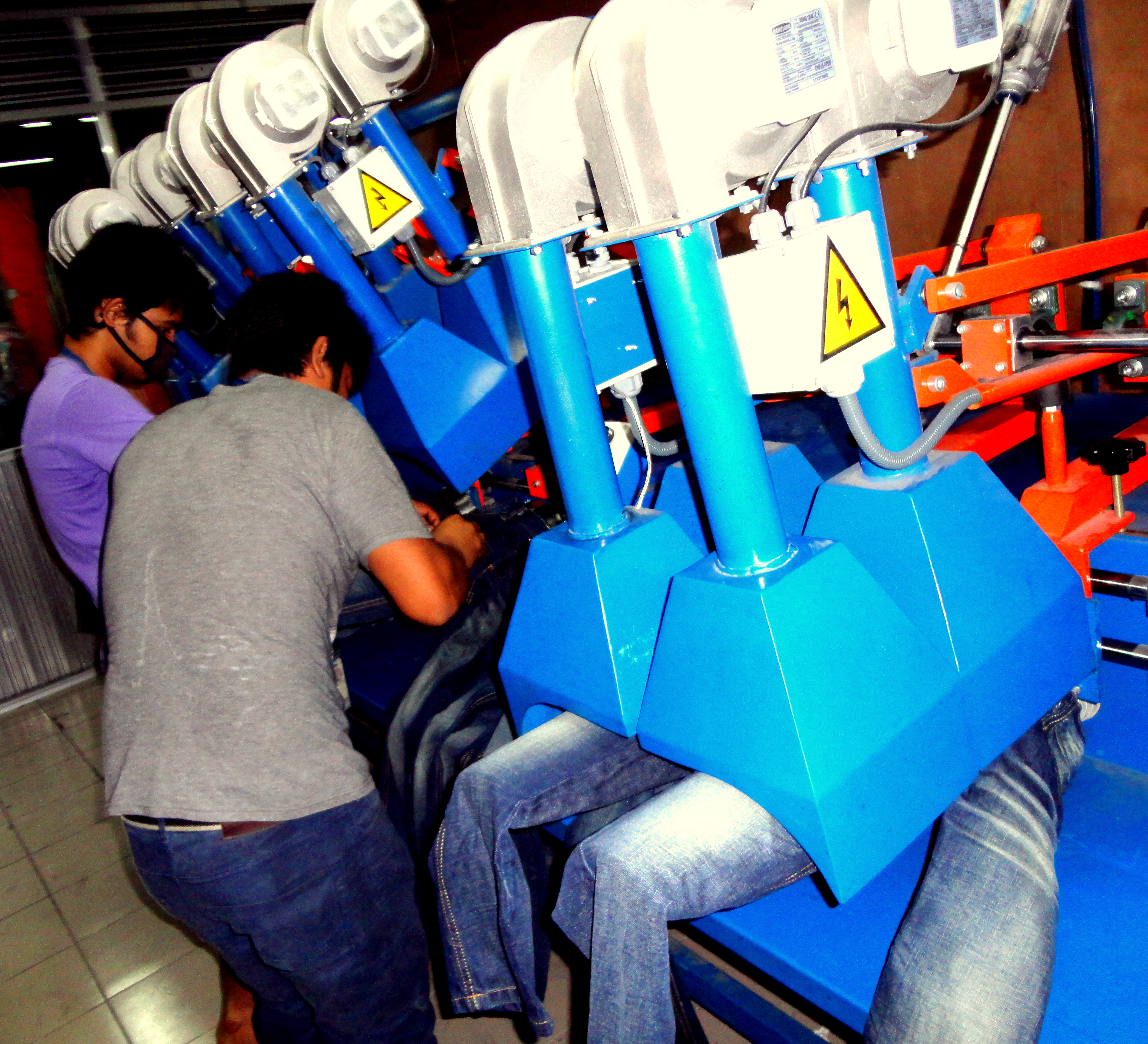
Applicazione delle pieghe permanenti ai jeans.
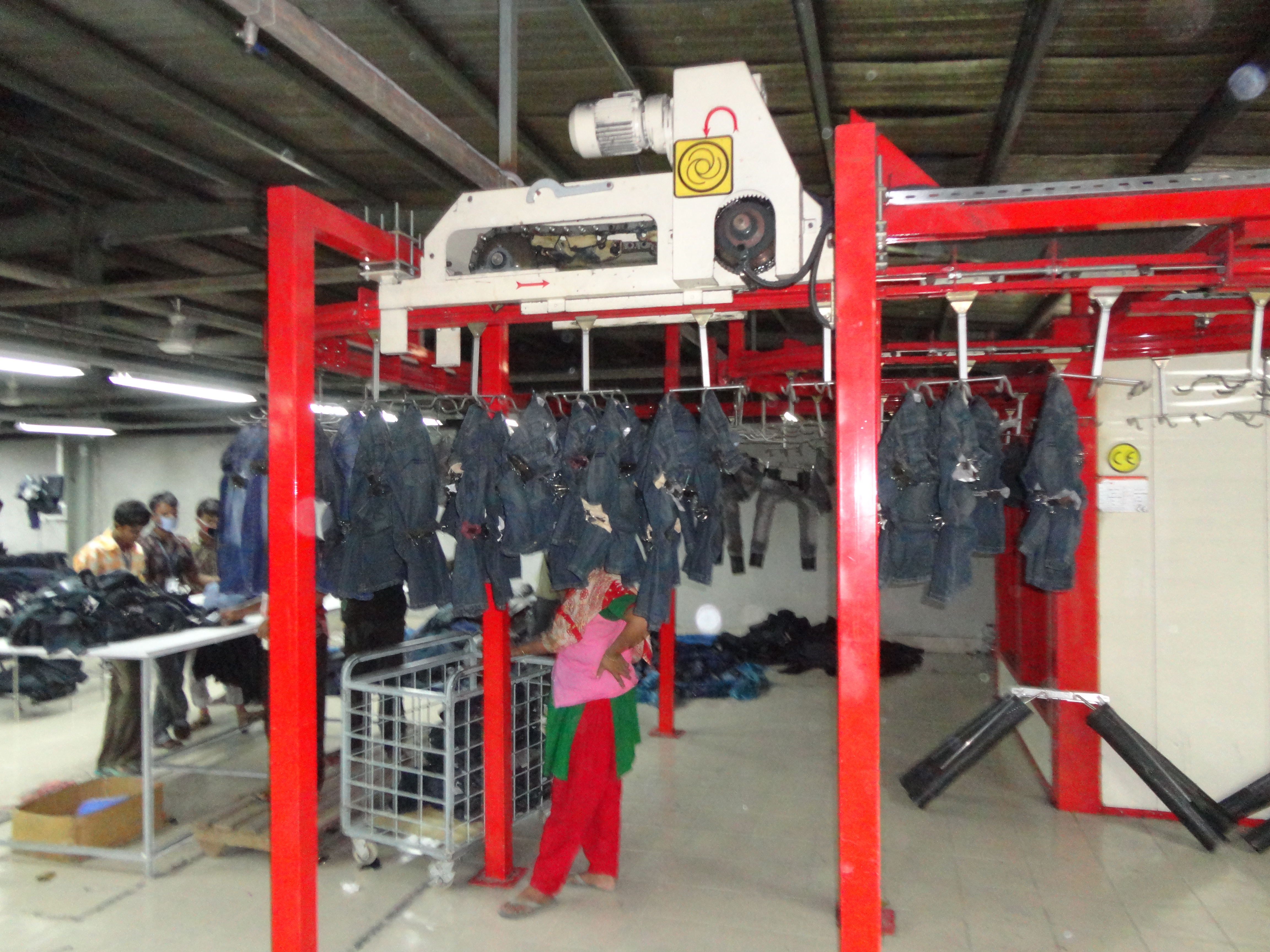
Processo di resinatura su jeans.
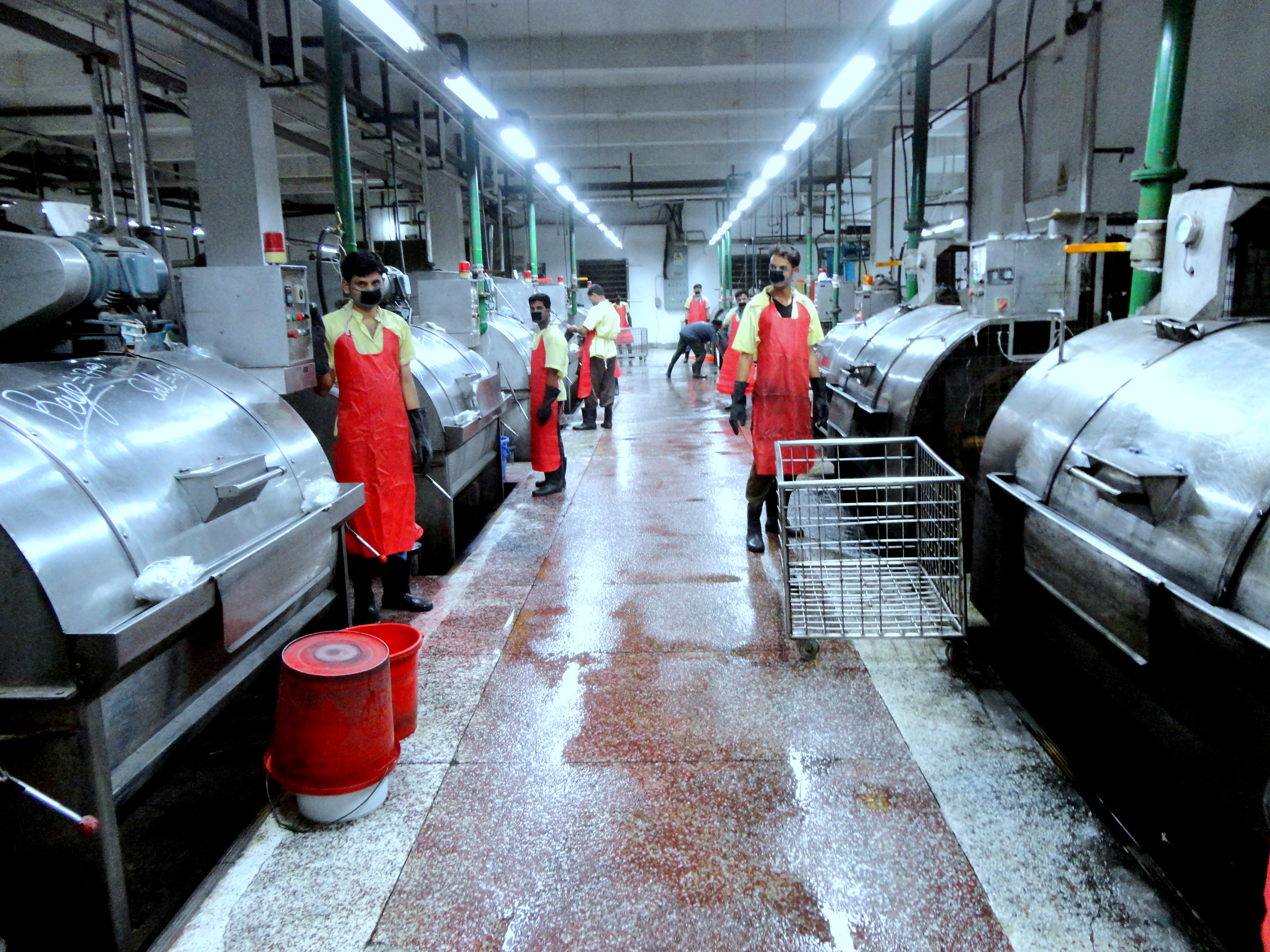
Macchina per la tintura delle calze in un impianto per il lavaggio dei jeans.
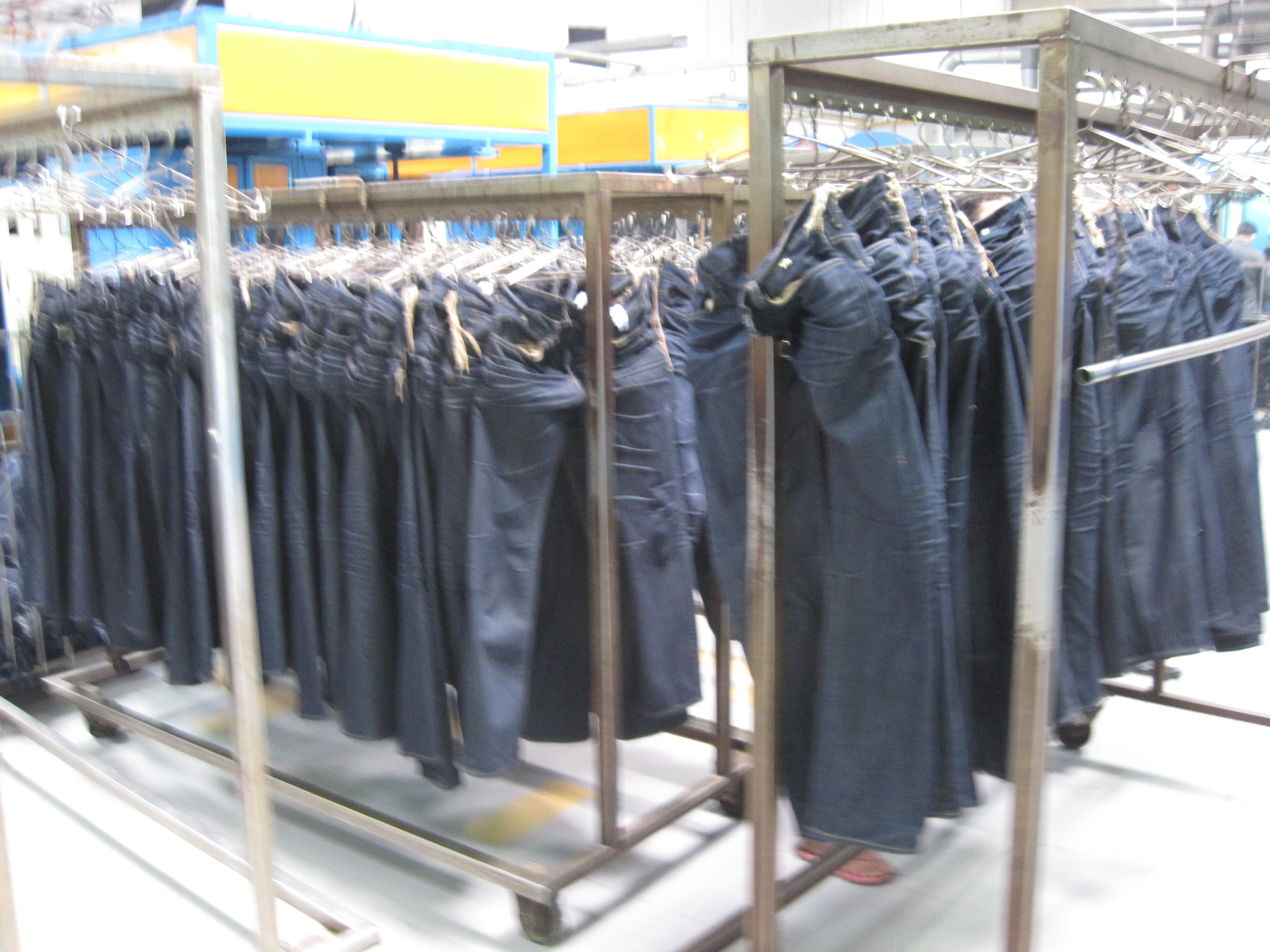
Il processo di lavaggio e asciugatura dei jeans.
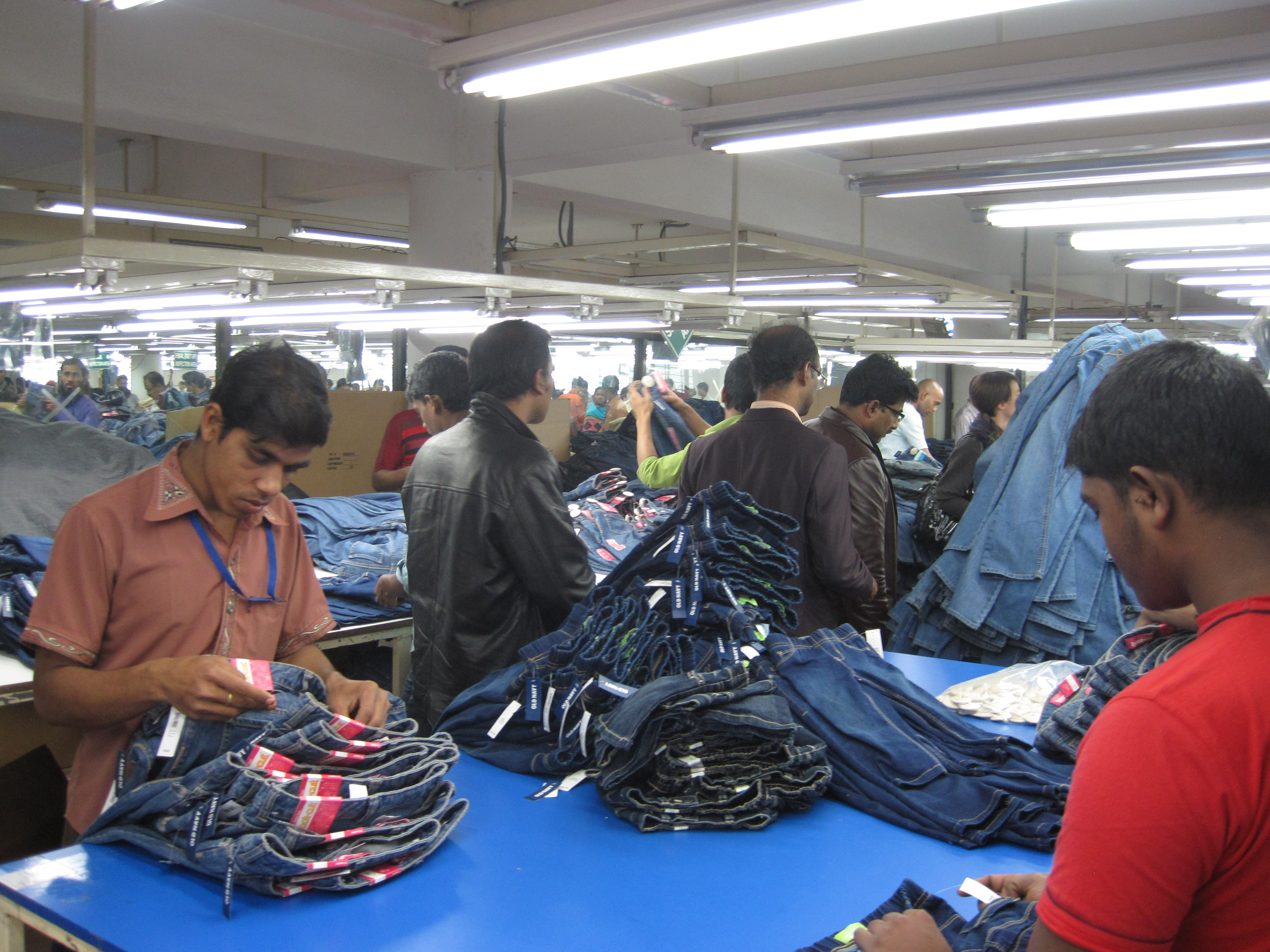
Le fasi finali della preparazione dei jeans per il mercato.
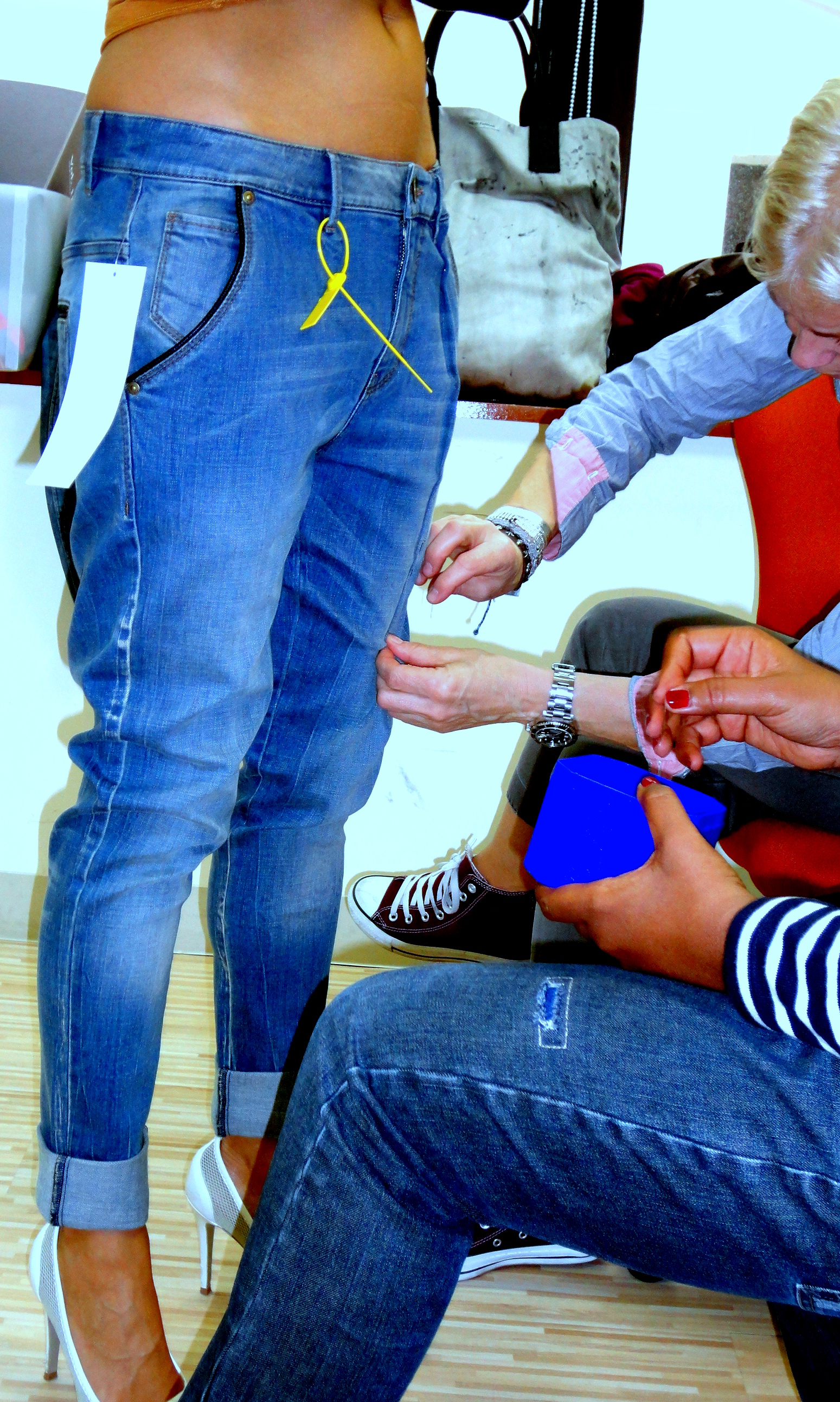
Controllo dell'adattamento su un modello dal vivo.
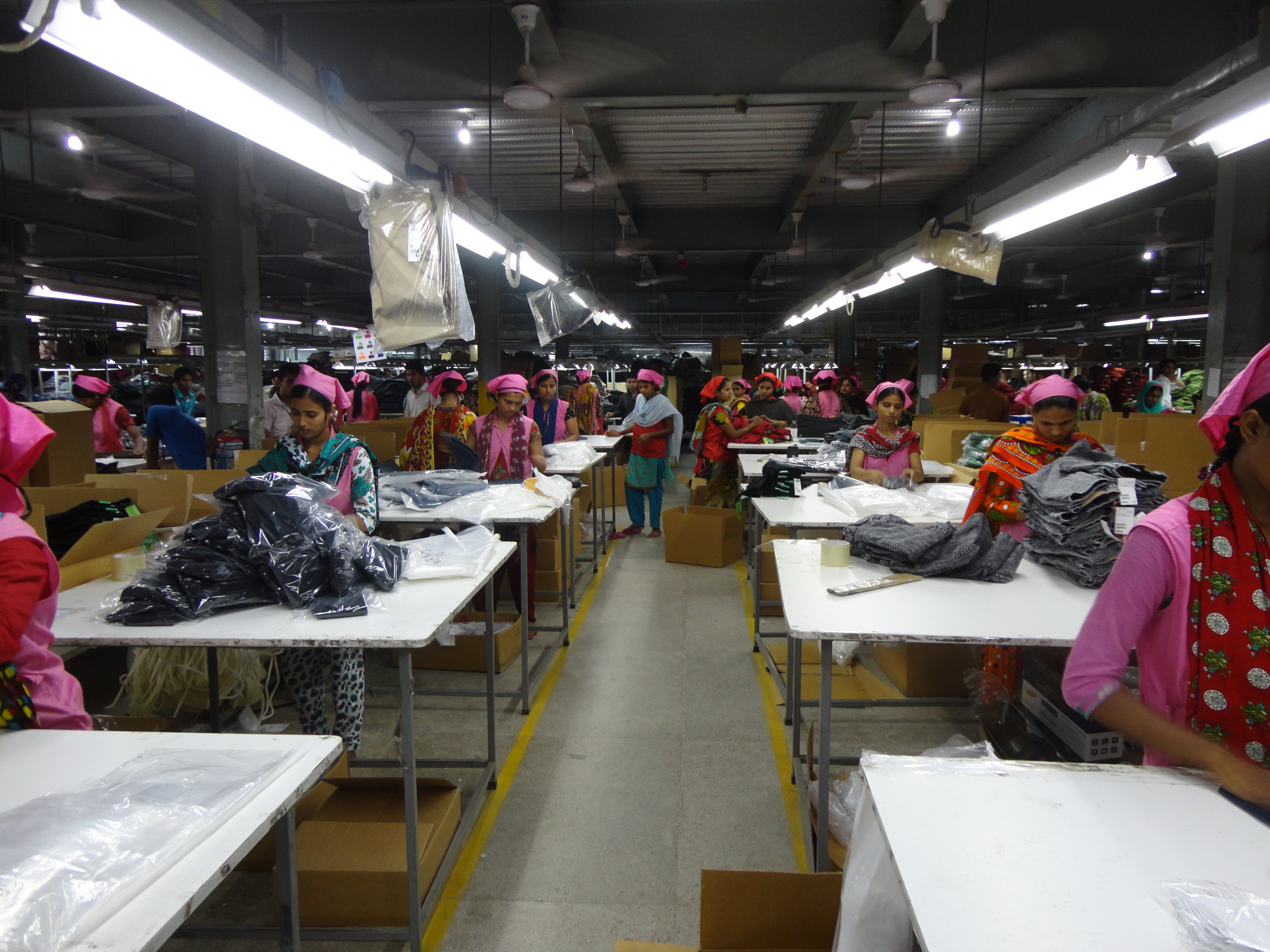
Controllo qualità dei jeans.
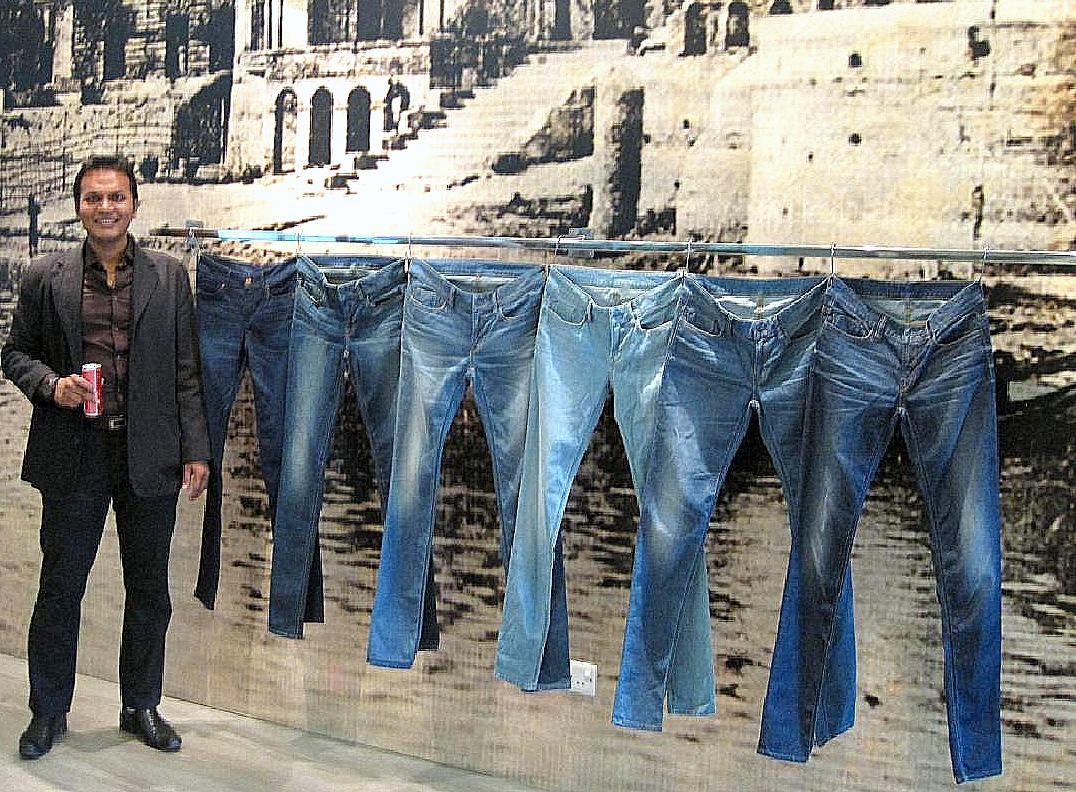
Jeans esposti per l'acquirente nello showroom della fabbrica RMG.
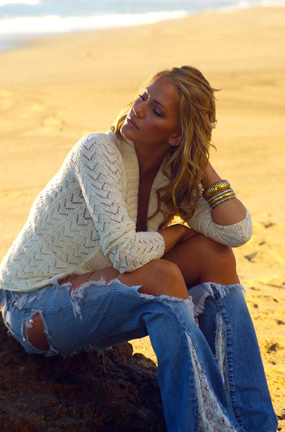
Jeans strappati.
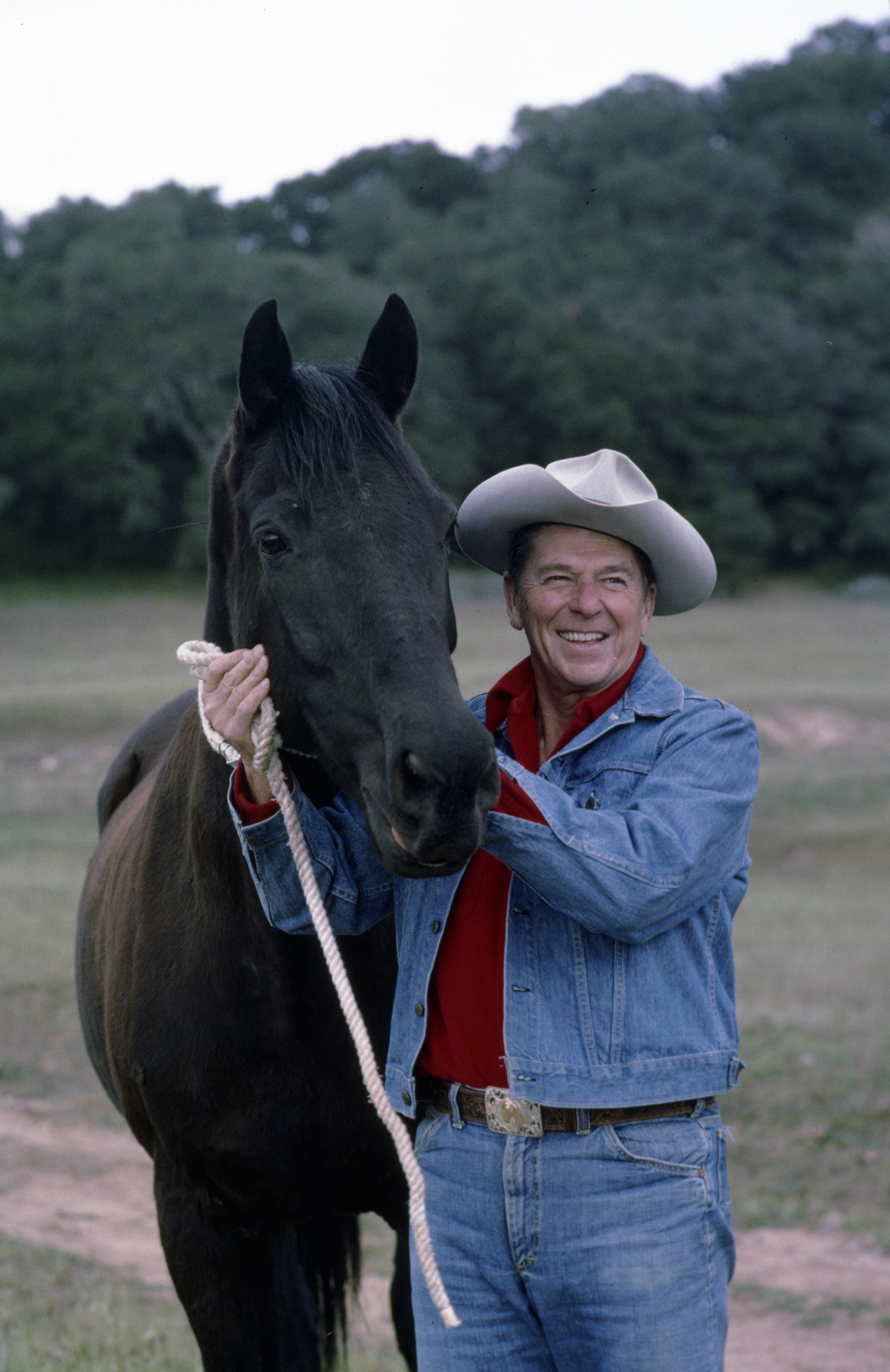
Ronald Reagan indossa dei jeans negli anni '70.